# Alexandru Rafila
Alexandru Rafila (Bucarest, 27 dicembre 1961) è un medico, microbiologo e politico rumeno, ministro della salute della Romania dal 25 novembre 2021.
Direttore del dipartimento di microbiologia dell'Università di medicina e farmacia Carol Davila e capo del laboratorio di microbiologia dell'Istituto nazionale di malattie infettive "Matei Balș" di Bucarest, nel 2014 è diventato rappresentante per la Romania in seno all'Organizzazione mondiale della sanità.
Nel 2020 è stato eletto deputato nelle liste del Partito Social Democratico, mentre l'anno successivo è stato nominato ministro della salute del governo Ciucă.

## Formazione e carriera professionale
Si diplomò nel 1980 presso il liceo scientifico "C. A. Rosetti" di Bucarest, per poi proseguire gli studi all'Università di medicina e farmacia Carol Davila, dove conseguì la laurea nel 1987. L'anno successivo iniziò un tirocinio in pratica medica nella città di Sfântu Gheorghe, che continuò fino al 1991. Tra il 1992 e il 1994 compì la specializzazione in microbiologia e medicina di laboratorio presso l'Università Carol Davila della capitale rumena. Iniziò ad esercitare come medico primario nel 1999.
Nel 1992 cominciò l'attività didattica nello stesso ateneo in cui, nel 2004, conseguì un dottorato in microbiologia con una tesi dal titolo «L'utilizzo dei metodi molecolari di diagnostica nella definizione dell'eziologia delle malattie epatiche croniche» («Utilizarea metodelor moleculare de diagnostic in precizarea etiologiei hepatopatiilor cronice»). Oltre a scalare le gerarchie dell'insegnamento universitario fino a diventare professore ordinario, tra gli altri incarichi didattici rivestiti fu a più riprese membro del senato accademico e del consiglio dei professori della facoltà di medicina, nonché capo della cattedra di microbiologia, parassitologia ed epidemiologia tra il 2008 e il 2012.
Tra il 2001 e il 2004 fu funzionario ministeriale in qualità di direttore generale della direzione per la salute pubblica e dell'ispezione sanitaria di Stato e, poi, fino al 2005 direttore dell'Istituto di salute pubblica di Bucarest. In tale periodo fu responsabile del coordinamento delle attività nel campo della salute pubblica a livello amministrativo. Lavorò alla realizzazione del sistema nazionale di sorveglianza e controllo delle malattie trasmissibili e partecipò ai negoziati nel campo della sanità per l'adesione della Romania all'Unione Europea. Fu anche presidente e vicepresidente del comitato nazionale rumeno per il finanziamento dei progetti da parte del Fondo globale per la lotta all'Aids, la tubercolosi e la malaria.
Tra il 2005 e il 2006 fu responsabile del laboratorio d'urgenza dell'ospedale universitario di Bucarest.
Al fianco dell'esperienza di docente, a partire dal 2005 lavorò anche all'Istituto nazionale di malattie infettive "Matei Balș" di Bucarest, dove fu a capo del laboratorio di microbiologia. 
Nel 2008 divenne consigliere personale del ministro della salute Ion Bazac, ruolo che mantenne fino alla caduta del governo Boc I nel 2009. Nel 2012 venne nominato segretario di Stato nel quadro del ministero della salute con competenze sull'assistenza medica, la salute pubblica e le politiche sui farmaci. Lasciò l'incarico l'anno successivo. Nel 2013 assunse la presidenza della Società rumena di microbiologia. Tra il 2015 e il 2019 fu consigliere onorario sulla salute pubblica nel quadro del ministero della salute.
A livello internazionale rappresentò la Romania nel comitato direttivo del Centro europeo per la prevenzione e il controllo delle malattie tra il 2009 e il 2014. Sempre nel 2014 il governo Ponta lo indicò come rappresentante del paese in seno all'Organizzazione mondiale della sanità, dove rivestì per un triennio, fino al 2017, il ruolo di membro del comitato permanente dell'ufficio regionale per l'Europa. Nel 2018 il ministero della salute rumeno lo nominò per un posto nel comitato esecutivo dell'OMS, per un mandato che si concluse nel maggio 2021.
Lasciò l'Istituto "Matei Balș" nel 2020, in seguito all'elezione a parlamentare.

## Carriera politica
Si iscrisse per la prima volta al Partito Social Democratico (PSD) nel 2010 e lo lasciò nel 2013. In questa fase fu vicepresidente del dipartimento sulla salute del partito e collaborò alla redazione del programma di governo dell'Unione Social-Liberale.
In occasione delle elezioni parlamentari del 2020, il presidente del PSD Marcel Ciolacu annunciò la candidatura di vari specialisti nelle proprie liste. Il 15 ottobre 2020 nel corso di una conferenza stampa Ciolacu e Rafila dichiararono che questi avrebbe concorso per un seggio alla camera dei deputati per la circoscrizione di Bucarest. In seguito al voto, nel corso delle consultazioni con il presidente della Romania per la definizione di una maggioranza, il 14 dicembre 2020 Ciolacu propose la formazione di un governo di unità nazionale con Rafila quale primo ministro. L'indicazione, però, non ebbe seguito.
Durante il mandato parlamentare fu vicepresidente della camera dei deputati tra il dicembre 2020 e il novembre 2021. Fu, inoltre, membro della commissione salute e famiglia della camera e del gruppo parlamentare di lavoro per la lotta contro il cancro. Partecipò anche al Comitato di direzione del Gruppo romeno di unione interparlamentare.
Nel novembre 2021 fu indicato come ministro della salute del neonato governo Ciucă. Dopo aver sostenuto il colloquio con le commissioni parlamentari (26 voti favorevoli e 10 contrari) prestò giuramento quale ministro il 25 novembre 2021. Tra le priorità elencò il controllo della pandemia di COVID-19 in Romania e lo sviluppo di un sistema di sanità pubblica accessibile alla popolazione. Fu confermato anche nei successivi governi guidati da Marcel Ciolacu. Con un mandato che durò più di tre anni, nel 2024 divenne la persona a rivestire più a lungo l'incarico di ministro della salute nella storia della Romania dopo il 1989. Da ministro riuscì a far approvare 27 progetti destinati alla costruzione o all'ammodernamento degli ospedali rumeni nel quadro del Piano nazionale di ripresa e resilienza e a promuovere la gratuità dei vaccini per la popolazione adulta. Il piano nazionale per la lotta al cancro, presentato nel 2022, tuttavia non fu implementato negli anni successivi, mentre perdurò la difficoltà di accesso ai trattamenti per i pazienti oncologici e per quelli colpiti da malattie rare.

## Aspetti controversi
Nel 2020 la stampa diffuse la notizia che il padre, suo omonimo, negli anni quaranta era stato un ufficiale della Securitate. Rafila dichiarò di non essere colpevole per i fatti commessi dal padre.